# Sommer-Paralympics 2020/Teilnehmer (Griechenland)
| stlisierte Goldmedaille | stlisierte Silbermedaille | stlisierte Bronzemedaille |
| ----------------------- | ------------------------- | ------------------------- |
| 1                       | 3                         | 7                         |

Griechenland nahm an den Paralympischen Spielen Tokio 2020 vom 24. August bis zum 5. September 2021 teil. Die griechische Mannschaft bestand aus 43 Athletinnen und Athleten, die in 11 Disziplinen antraten. Es war die zwölfte Teilnahme Griechenlands bei Paralympischen Spielen. Fahnenträger bei der Eröffnungsfeier waren die Boccia-Spielerin Anna Denta und der Leichtathlet Athanasios Konstantinidis.

## Medaillengewinner

### Gold
| Name               | Sportart       | Wettkampf        |
| ------------------ | -------------- | ---------------- |
| Athanasios Gavelas | Leichtathletik | Männer 100 m T11 |

### Silber
| Name                      | Sportart       | Wettkampf             |
| ------------------------- | -------------- | --------------------- |
| Athanasios Konstantinidis | Leichtathletik | Männer Hammerwurf F32 |
| Grigoris Polychronidis    | Boccia         | Männer Einzel BC3     |
| Athanasios Prodromou      | Leichtathletik | Männer Weitsprung T20 |

### Bronze
| Name                                                 | Sportart         | Wettkampf                         |
| ---------------------------------------------------- | ---------------- | --------------------------------- |
| Panagiotis Triantafyliou                             | Rollstuhlfechten | Männer Einzel Säbel (Kategorie B) |
| Dimosthenis Michalentzakis                           | Schwimmen        | Männer 100 m Freistil S8          |
| Dimitrios Bakochristos                               | Powerlifting     | Männer bis 54 kg                  |
| Antonios Tsapatakis                                  | Schwimmen        | Männer 100 m Rücken SB4           |
| Efstratios Nikolaidis                                | Leichtathletik   | Männer Kugelstoßen F20            |
| Alexandra Stamatopoulou                              | Schwimmen        | Frauen 50 m Rücken S4             |
| Anna Denta Grigoris Polychronidis Anastasia Pyrgioti | Boccia           | Mixed BC3                         |

## Teilnehmer nach Sportart

### Boccia
| Athleten | Wettbewerb        | Rang   |
| --- | ----------------- | ------ |
| Anna Denta (Begleiterin: Christina Denta) | Frauen Einzel BC3 | 20     |
| Grigoris Polychronidis (Begleiterin: Aikaterini Patroni)                                                                                             | Männer Einzel BC3 | Silber |
| Anna Denta (Begleiterin: Christina Denta) Grigoris Polychronidis (Begleiterin: Aikaterini Patroni) Anastasia Pyrgioti (Begleiter: Ioannis Pyrgiotis) | Mixed             | Bronze |

### Bogenschießen
| Athleten            | Wettbewerb | Qualifikation | Qualifikation | 1. Runde | 1. Runde | 2. Runde | 2. Runde | Achtelfinale | Achtelfinale | Viertelfinale | Viertelfinale | Halbfinale | Halbfinale | Finale | Finale   | Rang |
| Athleten            | Wettbewerb | Ringe         | Rang          | Gegner   | Ergebnis | Gegner   | Ergebnis | Gegner       | Ergebnis     | Gegner        | Ergebnis      | Gegner     | Ergebnis   | Gegner | Ergebnis | Rang |
| ------------------- | ---------- | ------------- | ------------- | -------- | -------- | -------- | -------- | ------------ | ------------ | ------------- | ------------- | ---------- | ---------- | ------ | -------- | ---- |
| Frauen              |            |               |               |          |          |          |          |              |              |               |               |            |            |        |          |      |
| Dorothea Poimenidou | Einzel     | 586           | 7             |          |          |          |          |              |              |               |               |            |            |        |          | 4    |

### Gewichtheben
| Athleten               | Wettbewerb         | Gewicht | Rang   |
| ---------------------- | ------------------ | ------- | ------ |
| Dimitrios Bakochristos | Männer bis 54 kg   | 165 kg  | Bronze |
| Paschalis Kouloumoglou | Männer bis 59 kg   | 163 kg  | 7      |
| Konstantinos Dimou     | Männer über 107 kg | 218 kg  | 5      |
| Gkremislav Moysiadis   | Männer bis 80 kg   | 187 kg  | 7      |

### Judo
| Athletin             | Wettbewerb       | Rang |
| -------------------- | ---------------- | ---- |
| Theodora Paschalidou | Frauen bis 70 kg | 7    |

### Leichtathletik
| Athleten                                          | Wettbewerb      | Vorlauf/Vorkampf | Vorlauf/Vorkampf | Halbfinale    | Halbfinale    | Finale        | Finale        | Rang          |
| Athleten                                          | Wettbewerb      | Zeit/Weite       | Rang             | Zeit/Weite    | Rang          | Zeit/Weite    | Rang          | Rang          |
| ------------------------------------------------- | --------------- | ---------------- | ---------------- | ------------- | ------------- | ------------- | ------------- | ------------- |
| Frauen                                            |                 |                  |                  |               |               |               |               |               |
| Zoi Mantoudi                                      | Kugelstoßen F20 | –                | –                | –             | –             | 13,47 m       | 6             | 6             |
| Anthi Liagou                                      | Kugelstoßen F33 | –                | –                | –             | –             | 5,25 m        | 8             | 8             |
| Styliani Smaragdi                                 | Weitsprung T47  | –                | –                | –             | –             | 5,42 m        | 12            | 12            |
| Männer                                            |                 |                  |                  |               |               |               |               |               |
| Athanasios Prodromou                              | Weitsprung T20  | –                | –                | –             | –             | 7,17 m        | 2             | Silber        |
| Efstratios Nikolaidis                             | Kugelstoßen F20 | –                | –                | –             | –             | 15,93 m       | 3             | Bronze        |
| Leontios Stefanidis                               | Kugelstoßen F20 | –                | –                | –             | –             | 15,75 m       | 4             | 4             |
| Che Jon Fernandes                                 | Kugelstoßen F53 | –                | –                | –             | –             | 7,63 m        | 5             | 5             |
| Konstantinos Kamaras                              | Weitsprung T37  | –                | –                | –             | –             | 5,95 m        | 6             | 6             |
| Stylianos Malakopoulos                            | 400 m T62       | –                | –                | –             | –             | 56,75 s       | 8             | 8             |
| Stylianos Malakopoulos                            | Weitsprung T62  | –                | –                | –             | –             | 7,04 m        | 4             | 4             |
| Michail Seitis                                    | 100 m T64       | 11,66 s          | ausgeschieden    | ausgeschieden | ausgeschieden | ausgeschieden | ausgeschieden | ausgeschieden |
| Athanasios Gavelas (Begleiter: Sotiris Garaganis) | 100 m T11       | –                | –                | –             | –             | 10,82 s       | 1             | Gold          |
| Ioannis Sevdikalis                                | 400 m T62       | –                | –                | –             | –             | 52,51 s       | 5             | 5             |
| Manolis Stefanoudakis                             | Speerwurf F54   | –                | –                | –             | –             | 30,45 m       | 4             | 4             |
| Konstantinos Tzounis                              | Diskuswurf F56  | –                | –                | –             | –             | 42,86 m       | 4             | 4             |
| Athanasios Konstantinidis                         | Hammerwurf F32  | –                | –                | –             | –             | 38,34 m       | 2             | Silber        |
| Athanasios Konstantinidis                         | Kugelstoßen F32 | –                | –                | –             | –             | 9,58 m        | 6             | 6             |

### Radsport
Männer
| Athleten           | Wettbewerb(e)     | Zeit         | Rang |
| ------------------ | ----------------- | ------------ | ---- |
| Nikolaos Papagelis | Straße C1-3       | 2:19:19 h    | 17   |
| Nikolaos Papagelis | Straße Time Trial | 37:55,05 min | 7    |

Frauen
| Athleten            | Wettbewerb(e)        | Zeit         | Rang |
| ------------------- | -------------------- | ------------ | ---- |
| Aikaterini El Latif | Straße Time Trial T2 | 58:13,66 min | 11   |
| Aikaterini El Latif | Straße T1-2          | 1:32:66 h    | 6    |

### Rollstuhlfechten
| Athleten                 | Klasse                     | Platz  |
| ------------------------ | -------------------------- | ------ |
| Vasilis Dounis           | Einzel Säbel (Kategorie A) | 9      |
| Panagiotis Triantafyllou | Einzel Säbel (Kategorie B) | Bronze |

### Rollstuhltennis
| Athleten                                         | Wettbewerb | 1. Runde      | 1. Runde | Viertelfinale | Viertelfinale | Halbfinale    | Halbfinale    | Finale        | Finale        | Rang |
| Athleten                                         | Wettbewerb | Gegner        | Ergebnis | Gegner        | Ergebnis      | Gegner        | Ergebnis      | Gegner        | Ergebnis      | Rang |
| ------------------------------------------------ | ---------- | ------------- | -------- | ------------- | ------------- | ------------- | ------------- | ------------- | ------------- | ---- |
| Männer                                           |            |               |          |               |               |               |               |               |               |      |
| Stefanos Diamantis (Begleiter: Giorgos Mouchtis) | Einzel     | Marek Gergely | 1:2      | ausgeschieden | ausgeschieden | ausgeschieden | ausgeschieden | ausgeschieden | ausgeschieden | 33   |

### Schießen
| Athleten           | Wettbewerb(e)                            | Zeit | Rang |
| ------------------ | ---------------------------------------- | ---- | ---- |
| Sotiris Galogavros | Männer 10 m Luftpistole stehend SH1      | 11   | 11   |
| Sotiris Galogavros | Männer 10 m Luftpistole prone SH1        | 38   | 38   |
| Sotiris Galogavros | Männer 50 m Luftpistole prone SH1        | 41   | 41   |
| Sotiris Galogavros | Männer 10 m Luftpistole 3 Positionen SH1 | 15   | 15   |

### Schwimmen
Männer
| Athleten                   | Klasse                  | Ergebnis         | Platz         |
| -------------------------- | ----------------------- | ---------------- | ------------- |
| Gerasimos Lignos           | 100 m Schmetterling S13 | 1:02,21 min      | 6             |
| Charalampos Taiganidis     | 100 m Freistil S12      | nicht angetreten |               |
| Charalampos Taiganidis     | 100 m Rücken S12        | 1:02,16 min      | 4             |
| Ioannis Kostakis           | 50 m Freistil S3        | 36,84 s          | ausgeschieden |
| Ioannis Kostakis           | 200 m Freistil S3       | 4:31,22 min      | ausgeschieden |
| Ioannis Kostakis           | 50 m Brust SB2          | 1:08,73 min      | 6             |
| Ioannis Kostakis           | 150 m Lagen SM3         | 3:43,75 min      | 8             |
| Dimosthenis Michalentzakis | 100 m Freistil S8       | 58,73 s          | Bronze        |
| Dimosthenis Michalentzakis | 200 m Lagen SM8         | 2:27,57 min      | 6             |
| Panagiotis Christakis      | 50 m Schmetterling S6   | 36,84 s          | ausgeschieden |
| Panagiotis Christakis      | 100 m Brust SB6         | 1:27,66 min      | ausgeschieden |
| Panagiotis Christakis      | 200 m Lagen SM6         | 2:56,75 min      | ausgeschieden |
| Dimitrios Karypidis        | 50 m Rücken S1          | 1:25,30 min      | 5             |
| Dimitrios Karypidis        | 100 m Rücken S1         | 2:58,07 min      | 4             |
| Antonios Tsapatakis        | 100 m Rücken SB4        | 1:40,20 min      | Bronze        |
| Aristidis Makrodimitris    | 100 m Rücken S2         | 2:14,54 min      | 5             |
| Aristidis Makrodimitris    | 50 m Rücken S2          | 1:03,28 min      | 7             |
| Aristidis Makrodimitris    | 200 m Freistil S2       | 4:44,53 min      | 7             |

Frauen
| Athleten                | Klasse           | Ergebnis    | Platz         |
| ----------------------- | ---------------- | ----------- | ------------- |
| Evthymia Gouli          | 100 m Rücken SB8 | 1:31,57 min | 8             |
| Alexandra Stamatopoulou | 50 m Freistil S4 | 46,61 s     | ausgeschieden |
| Alexandra Stamatopoulou | 50 m Rücken S4   | 49,63 s     | Bronze        |
| Maria Tsakona           | 100 m Rücken SB5 | 2:02,32 min | ausgeschieden |

Mixed
| Athleten                                                                         | Klasse            | Ergebnis    | Platz         |
| -------------------------------------------------------------------------------- | ----------------- | ----------- | ------------- |
| Alexandra Stamatopoulou Maria Tsakona Konstantinos Karaouzas Antonios Tsapatakis | 4 × 50 m Freistil | 3:03,25 min | ausgeschieden |

### Tischtennis
| Athleten              | Wettbewerb        | 1. Runde      | 1. Runde | Viertelfinale | Viertelfinale | Halbfinale | Halbfinale | Finale | Finale   | Rang |
| Athleten              | Wettbewerb        | Gegner        | Ergebnis | Gegner        | Ergebnis      | Gegner     | Ergebnis   | Gegner | Ergebnis | Rang |
| --------------------- | ----------------- | ------------- | -------- | ------------- | ------------- | ---------- | ---------- | ------ | -------- | ---- |
| Männer                |                   |               |          |               |               |            |            |        |          |      |
| Marios Chatzikyriakos | Einzel (Klasse 6) | Alvaro Valera | 2:3      | -             | -             | -          | -          | -      | -        | 9    |